# Washington Capitols
A Washington Capitols egy kosárlabda csapat volt a Basketball Association of America-ban (majd az NBA-ben). A csapat székhelye Washington volt 1946 és 1951 között, a vezetőedzője pedig a legendás Red Auerbach (1947–1949) volt.

## Történet
A csapatot 1946-ban alapították, BAA csapatként. 1949-től játszottak az NBA-ben, majd 1951. január 9-én szűnt meg.
A Capitols egyike volt azon hét csapatnak, akik hamar elhagyták az NBA-t. A liga hat csapatot vesztett el az 1949–1950-ös szezon után: az Anderson Packers, Sheboygan Red Skins és a Waterloo Hawks az NBPL-ben folytatta a játékot, míg a Chicago Stags, Denver Nuggets és a St. Louis Bombers mind megszűntek. A Washington Capitols az 1950–1951-es szezon közben szűnt meg, így a ligában csak 10 csapat maradt.
1950. október 31-én a Capitols színeiben debütált az első afroamerikai játékos, Earl Lloyd a liga történetében.
A csapat játszott egy szezont 1951–1952-ben az American Basketball Leagueben, de 1952 januárjában ismét megszűnt a franchise.
Az NBA 1973-ban tért vissza Washingtonba, mikor a Baltimore Bullets a Capital Bullets lett. Napjainkban a csapat Washington Wizards néven ismert.
A Capitols 81.7%-os győzelmi mutatója a legmagasabb volt egy NBA-szezonban 1967-ig, mikor a Philadelphia 76ers megdöntötte a rekordot. Kétszer voltak csoportgyőztesek: 1947-ben és 1949-ben, illetve a rájátszásba jutottak minden végigjátszott szezonjukban.

## Fontos játékosok
- Gene Gallette (1946–1947)
- Jack Nichols (1949–1950)
- Don Otten (1949–1951)
- Fred Scolari (1946–1951)
- Earl Lloyd (1950) – első afroamerikai, aki játszott az NBA-ben[3]

## Hírességek csarnoka
| Játékosok    | Játékosok    | Játékosok  | Játékosok | Játékosok | Játékosok |
| #            | Név          | Poszt      | Időszak   | Beiktatva | For.      |
| ------------ | ------------ | ---------- | --------- | --------- | --------- |
| 10           | Bill Sharman | G          | 1950–1951 | 1976      | [ 6 ]     |
| Szerzők      |              |            |           |           |           |
| Név          | Név          | Poszt      | Időszak   | Beiktatva | For.      |
| Red Auerbach | Red Auerbach | Vezetőedző | 1947–1949 | 1969      | [ 7 ]     |
| Közreműködők |              |            |           |           |           |
| Név          | Név          | Poszt      | Időszak   | Beiktatva | For.      |
| Earl Lloyd 1 | Earl Lloyd 1 | F          | 1950–1951 | 2003      | [ 3 ]     |

## Edzők
- 1947–1949 – Red Auerbach
- 1950 – Bob Feerick – játékos-edző
- 1951 – Bones McKinney – játékos-edző

## Szezonok
| BAA/NBA-bajnok | Csoportgyőztes | Rájátszás |

| Szezon                   | Liga                     | Csoport                  | Helyezés                 | Győzelmek | Vereségek | Gy%  | GB                                      | Rájátszás | Díjak                                   | For.                                    |
| ------------------------ | ------------------------ | ------------------------ | ------------------------ | --------- | --------- | ---- | --------------------------------------- | --- | --------------------------------------- | --------------------------------------- |
| 1946–47                  | BAA                      | Keleti                   | 1.                       | 49        | 11        | .817 | —                                       | Elvesztette BAA elődöntőt (Stags) 2–4                                                                                 |                                         | [ 8 ]                                   |
| 1947–48                  | BAA                      | Nyugati                  | 4.                       | 28        | 20        | .583 | 1                                       | |                                         | [ 9 ]                                   |
| 1948–49                  | BAA                      | Keleti                   | 1.                       | 38        | 22        | .633 | —                                       | Megnyerte csoportelődöntőt (Warriors) 2–0 Megnyerte csoportddöntőt (Knicks) 2–1 Elvesztette a BAA-döntőt (Lakers) 2–4 |                                         | [ 10 ]                                  |
| 1949–50                  | NBA                      | Keleti                   | 3.                       | 32        | 36        | .471 | 21                                      | Elvesztette a csoportelődöntőt (Knicks) 0–2                                                                           |                                         | [ 11 ]                                  |
| 1950–51                  | NBA                      | Keleti                   | 6.                       | 10        | 25        | .286 | 30                                      | |                                         | [ 12 ]                                  |
| Alapszakasz teljesítmény | Alapszakasz teljesítmény | Alapszakasz teljesítmény | Alapszakasz teljesítmény | 157       | 114       | .579 | 1946–1951                               | 1946–1951 | 1946–1951                               | 1946–1951                               |
| Rájátszás teljesítmény   | Rájátszás teljesítmény   | Rájátszás teljesítmény   | Rájátszás teljesítmény   | 8         | 12        | .400 | Rájátszás teljesítmény (sorozatok): 2–4 | Rájátszás teljesítmény (sorozatok): 2–4                                                                               | Rájátszás teljesítmény (sorozatok): 2–4 | Rájátszás teljesítmény (sorozatok): 2–4 |